# L'Or des pistoleros
Pour plus de détails, voir Fiche technique et Distribution.
L'Or des pistoleros est un film américain réalisé par William A. Graham, sorti en 1967.

## Synopsis
Sachant qu'un cambrioleur vient d'enterrer le produit de son larcin, à proximité d'un point d'eau, dans le désert, Lewton Cole part à la recherche du trésor. Il ne tarde pas à le découvrir, mais s'aperçoit que le shérif le convoite également...

## Fiche technique
- Titre français : L'Or des pistoleros
- Titre original : Waterhole #3
- Réalisation : William A. Graham
- Scénario : Joseph T. Steck & Robert R. Young
- Musique : Dave Grusin
- Photographie : Robert Burks
- Montage : Warren Low
- Production : Joseph T. Steck
- Société de production : Geoffrey Productions
- Société de distribution : Paramount Pictures
- Pays :  États-Unis
- Langue : Anglais
- Format : Couleur - Mono - 35 mm - 2.35:1
- Genre : Western
- Durée : 91 min
- C’est Graeme Allwright qui chante la ballade qui accompagne le film, interprétée par  Roger Miller dans la version originale.

## Distribution
- James Coburn (VF : Jean-Pierre Duclos) : Lewton Cole
- Carroll O'Connor (VF : Jacques Dynam) : Le shérif John H. Copperud
- Margaret Blye (VF : Michelle Bardollet) : Billee Copperud
- Claude Akins (VF : Jean Clarieux) : Le sergent Henry Foggers
- Joan Blondell (VF : Lita Recio) : Lavinia
- Timothy Carey (VF : Claude Bertrand) : Hilb
- Bruce Dern : Le shérif adjoint Samuel P. Tippen
- James Whitmore (VF : Jacques Hilling) : Le capitaine Shipley
- Harry Davis (VF : Maurice Chevit) : Ben
- Roy Jenson (VF : Marc Cassot) : Doc Quinlen
- Jay Ose (VF : Jean Berton) : le barman
- Jim Boles (VF : Fernand Fabre) : le caporal Blyth
- Robert Cornthwaite (VF : Maurice Dorléac) : George, le réceptionniste de l'hôtel